# Torre Coxton
La torre Coxton es una casa torre de finales del siglo XVI en erl concejo de Moray, en el norte de Escocia (Reino Unido). Fuertemente fortificado, fue construido alrededor de 1590, con reparaciones sustanciales en 1635 y 1645, pero su diseño recuerda a edificios mucho más antiguos. No ha sido ocupado desde alrededor de 1867 excepto para albergar a los soldados canadienses durante la Segunda Guerra Mundial, pero fue renovado en 2001 para ayudar a proteger la estructura de la estructura, que está designada como un edificio catalogado de Categoría A.

## Descripción
Coxton Tower es una casa torre fortificada de cuatro pisos, relativamente pequeña, de aproximadamente 1 km sur de Lhanbryde en Moray, Escocia. Aproximadamente 7 m de planta cuadrada, se encuentra en un estado de conservación inusualmente bueno para un edificio deshabitado de su época. Aunque fue construido alrededor de 1590, su estilo es anticuado para esa fecha; Charles McKean lo ha descrito como "sumamente anticuado", y Walker y Woodworth lo describen como "notablemente anticuado", comparándolo con los diseños rudimentarios de torres de principios del siglo XV.

### Exterior
Hay una sencilla puerta biselada a nivel del suelo en el muro sur, que da acceso al trastero hundido de la planta baja. La entrada principal, también en el muro sur, está en el primer piso; Actualmente se llega a este a través de una escalera agregada alrededor de 1846, pero originalmente se habría alcanzado mediante una escalera. Sobre esta entrada hay un panel de armadura, con las iniciales de Alexander Innes, quien construyó la torre, y de Robert Innes de Invermarkie, su superior feudal. También se mencionan a Janet Reid, la primera esposa de Alexander Innes, y Kate Gordon, su segunda. Originalmente habría habido un patio y un barmkin adjuntos al edificio, pero no sobreviven rastros de estos.
Los muros de la torre, que miden hasta 1,4 m de espesor, están construidos en escombros y arrugados con detalles de sillar, y hay aros de armas en las paredes norte, oeste y este en la planta baja. Se pueden encontrar agujeros de armas adicionales en los bartizans en voladizo en las esquinas sureste y noroeste, que tienen techos cónicos, y en el bartizan abierto y recortado en la esquina suroeste. No se utiliza madera en la estructura del edificio, e incluso el techo está hecho de piedra; se cree que este es un elemento de diseño destinado a ayudarlo a resistir el fuego y los ataques externos. El techo está fuertemente lanzó, con hastiales escalonados en los extremos este y oeste; hay chimeneas en el vértice de cada frontón y una chimenea alta, reconstruida en gran parte a mediados del siglo XIX, en el centro del muro sur.

### Interior
Cada piso de la torre es una sola habitación, con un techo abovedado de piedra. La orientación de la bóveda se alterna de norte a sur y de este a oeste en cada piso, en una rara disposición que ayuda a contrarrestar el empuje lateral de la bóveda en los niveles superior e inferior de cada piso. La planta baja, algo por debajo del nivel del suelo, servía de almacén y protegía al ganado cuando era necesario; una trampilla en el techo abovedado se comunica con el vestíbulo de arriba y habría proporcionado un medio para pasar las mercancías entre el almacén y la vivienda.
El primer piso, que estaba protegido de los intrusos por un alambrón de hierro sobreviviente, servía como un pequeño salón. Cuenta con una chimenea que se instaló alrededor de 1820, un aumbry y una ventana con un panel que muestra los brazos de Alexander Innes y Mary Mackenzie, su segunda esposa, que se cree que data de después de 1647 (cuando Maria Gordon, su primera esposa, murió). Una escalera en la esquina noreste, construida en el espesor de la pared, conduce a los pisos superiores. El segundo piso tiene dos ventanas empotradas, una en el muro occidental junto a una ventana cuadrada, y otra en el muro sur que incorpora otra presilla. El tercer piso tiene un alto techo abovedado que sostiene el techo de piedra sobre él, y entradas rectangulares a las bartizans, cada una de las cuales presenta más bucles de armas.

## Historia

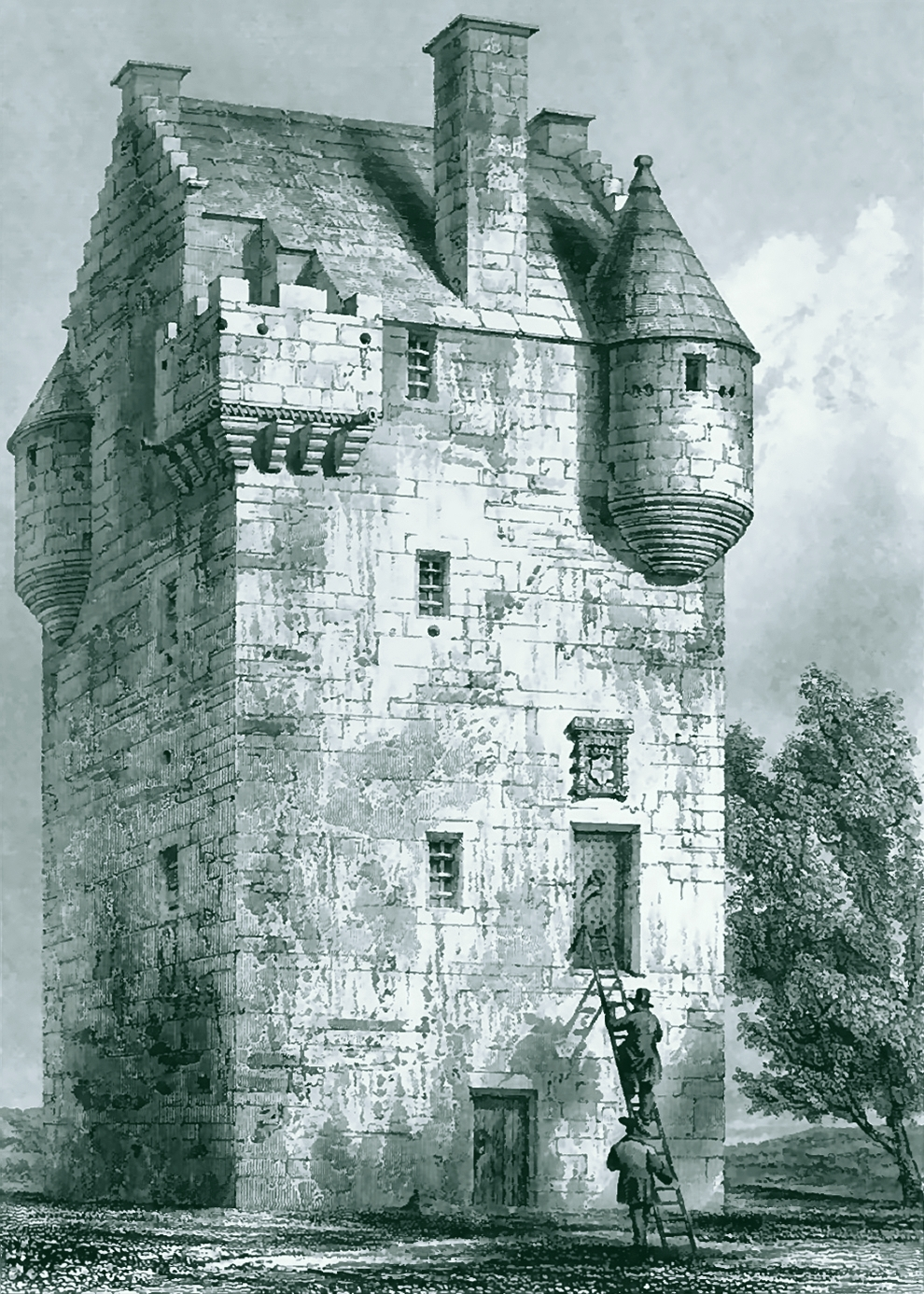
Un grabado de 1901, que representa la torre antes de la adición de la escalera exterior.

En 1572, Alexander Innes recibió una licencia real para construir una casa torre en el sitio, pero su torre inicial fue completamente destruida por un incendio en 1584. Se construyó una nueva torre, que aparece en un mapa de Timothy Pont de alrededor de 1590, y gran parte de la estructura sobreviviente del edificio data de esa construcción, aunque fueron necesarias reparaciones después de los ataques de 1635 y 1645. Los paneles de armadura encontrados en el edificio se refieren a su nieto, Sir Alexander Innes,  el segundo barón de Innes, cuyo memorial se puede encontrar en el cementerio de Lhanbryde.
La torre y su finca fueron compradas por William Duff de Dipple en 1714, y fueron retenidas por sus descendientes, los Condes y Duques de Fife, hasta 1910, cuando fue vendida a la familia de Malcolm Christie, su actual propietario. La torre ha estado deshabitada desde alrededor de 1867, excepto para albergar a los soldados canadienses durante la Segunda Guerra Mundial.
Coxton Tower fue designado monumento programado en 1920, y posteriormente fue reconocido como un edificio catalogado de Categoría A en 1971. 
En 2001, LTM Group fue contratado por los arquitectos Law & Dunbar-Nasmith en nombre del propietario actual para llevar a cabo trabajos de restauración en la estructura del edificio. Esto implicó el trabajo en el techo de piedra y la consolidación del harling y el lavado de cal.